# Maja Tschumi
Maja Tschumi (* 1983 in Basel) ist eine Schweizer Filmregisseurin und Drehbuchautorin.

## Karriere
Tschumi wurde 1983 in Basel geboren. Sie schloss 2013 einen Master der Philosophie und Literatur an der Universität Zürich ab. Ihr erster Langfilm Rotzloch lief 2022 im Hauptwettbewerb der Solothurner Filmtage. Beim DOK.fest München 2022 wurde der Film im deutschen Wettbewerb nominiert. Im Jahr 2023 folgte ein Master für Filmregie an der Kunsthochschule für Medien Köln. Bei ihrem zweiten Langfilm Immortals führte sie erneut Regie und schrieb das Drehbuch. In dem Dokumentarfilm begleitet sie irakische Jugendliche, die Jahre nach dem Irakkrieg um eine Zukunft ringen. Der Film feierte im März 2024 beim CPH:DOX in Kopenhagen seine Premiere und erhielt bei den Solothurner Filmtagen den Jurypreis Prix de Soleure. Der Film wurde beim DOK.fest München 2025 im Wettbewerb um den „Deutscher Dokumentarfilm-Musikpreis“ gezeigt.

## Filmografie (Auswahl)
- 2016: The Witcher (Kurzfilm, Regie, Buch, Kamera)
- 2019: Regimes (Kurzfilm, Regie, Buch, Schnitt)
- 2022: Rotzloch (Regie, Buch)
- 2024: Immortals (Regie, Buch)